# Llengües igbo
Les llengües igbo o igboides constitueixen una branca de la família de llengües Volta-Níger. Inclou l'ekpeye, l'ukwuani, i els idiomes igbo: ekpeye igbo: igbo adequades, ikwerre, ika, izii-ikwo-ezza-mgbo i ogba. Williamson i Blench conclouen que les llengües igbo (igbo i ekpeye) formen un "clúster de llenguatges" i mútuament intel·ligibles entre elles. Tanmateix, la intel·ligibilitat mútua és marginal, fins i tot entre els idiomesizii-ikwo-ezaa-mgbo.